# 에로브눌리리가
에로브눌리리가(조지아어: ეროვნული ლიგა) 또는 조지아 내셔널리그라고도 불리는 이 리그는 조지아의 최상위 축구 리그이다. 이 리그는 1990년에 처음 시작되었는데, 이전에도 러시아의 지역 리그로서 조지아 리그가 1927년부터 1989년까지 존재하였다. 현재 리그는 10개 팀으로 진행된다. 2017년부터 춘추제로 리그를 진행하며, 10개팀만이 참여한다. 
2023 시즌까지 FC 디나모 트빌리시가 19회의 우승으로 독주를 하고 있다. 특히 1990년부터 1999년까지 10회 연속 디나모 트빌리시가 우승컵을 가져갔다.

## 형식
리그가 진행되는 동안 참가팀의 수는 아래와 같은 변화가 있었다.
|  | - 1990 = 17 - 1991–1992 = 20 - 1992–1993 = 17 - 1993–1994 = 19 |  | - 1994–2000 = 16 - 2000–2004 = 12 - 2004–2005 = 10 - 2005–2006 = 16 |  | - 2006–2008 = 14 - 2008–2009 = 11 - 2009–2011 = 10 - 2011–2014 = 12 |  | - 2014–2016 = 16 - 2016 (8월-12월) = 14 - 2017-현재 = 10 |

## 참가팀
| 2024 에로브눌리리가 |            |                              |          |
| 구단명              | 연고지     | 경기장                       | 수용인원 |
| 딜라 고리           | 고리       | 텐기즈 부르자나지스 스타디움 | 8,230    |
| 디나모 바투미       | 바투미     | 바투미 스타디움              | 20,000   |
| 디나모 트빌리시     | 트빌리시   | 보리스 파이차제경기장        | 54,139   |
| 가그라              | 트빌리시   | 다비트 페트리아슈빌리스      | 2,000    |
| 이베리아 1999       | 트빌리시   | 다비트 페트리아슈빌리스      | 2,000    |
| 콜헤티-1913         | 포티       | 파지시 스타디움              | 6,000    |
| 삼트레디아          | 삼트레디아 | 에로시 만즈갈라지스          | 3,000    |
| 삼구랄리 츠할투보   | 츠할투보   | 26 마이시스 스타디움         | 12,000   |
| 텔라비              | 텔라비     | 기비 초헬리스 스타디움       | 12,000   |
| 토르페도 쿠타이시   | 쿠타이시   | 라마즈 셴겔리아 스타디움     | 19,400   |

## 연도별 우승 팀
색인
| 0†0 | 같은 시즌에 리그와 조지아컵을 같이 우승하여 리그 더블을 기록한 팀. |

### 우마글레시리가
| 시즌    | 우승                    | 준우승                | 3위                 |
| ------- | ----------------------- | --------------------- | ------------------- |
| 1990    | 디나모 트빌리시 (1)     | 구리아 란치후티       | 고르다 루스타비     |
| 1991    | 디나모 트빌리시 (2)     | 구리아 란치후티       | 토르페도 쿠타이시   |
| 1991–92 | 디나모 트빌리시 (3) †   | 츠후미 소후미         | 고르다 루스타비     |
| 1992–93 | 디나모 트빌리시 (4) †   | 셰바르데니-1906       | 알라자니 구르자니   |
| 1993–94 | 디나모 트빌리시 (5) †   | 콜헤티-1913 포티      | 토르페도 쿠타이시   |
| 1994–95 | 디나모 트빌리시 (6) †   | 삼트레디아            | 콜헤티-1913 포티    |
| 1995–96 | 디나모 트빌리시 (7) †   | 마르그베티 제스타포니 | 콜헤티-1913 포티    |
| 1996–97 | 디나모 트빌리시 (8) †   | 콜헤티-1913 포티      | 디나모 바투미       |
| 1997–98 | 디나모 트빌리시 (9)     | 디나모 바투미         | 콜헤티-1913 포티    |
| 1998–99 | 디나모 트빌리시 (10)    | 토르페도 쿠타이시     | 로코모티비 트빌리시 |
| 1999–00 | 토르페도 쿠타이시 (1)   | WIT 조지아            | 디나모 트빌리시     |
| 2000–01 | 토르페도 쿠타이시 (2) † | 로코모티비 트빌리시   | 디나모 트빌리시     |
| 2001–02 | 토르페도 쿠타이시 (3)   | 로코모티비 트빌리시   | 디나모 트빌리시     |
| 2002–03 | 디나모 트빌리시 (11) †  | 토르페도 쿠타이시     | WIT 조지아          |
| 2003–04 | WIT 조지아 (1)          | 시오니 볼니시         | 디나모 트빌리시     |
| 2004–05 | 디나모 트빌리시 (12)    | 토르페도 쿠타이시     | FC 트빌리시         |
| 2005–06 | 시오니 볼니시 (1)       | WIT 조지아            | 디나모 트빌리시     |
| 2006–07 | 고르다 루스타비 (1)     | 디나모 트빌리시       | 아메리 트빌리시     |
| 2007–08 | 디나모 트빌리시 (13)    | WIT 조지아            | 제스타포니          |
| 2008–09 | WIT 조지아 (2)          | 디나모 트빌리시       | 올림피 루스타비     |
| 2009–10 | 올림피 루스타비 (2)     | 디나모 트빌리시       | 제스타포니          |
| 2010–11 | 제스타포니 (1)          | 디나모 트빌리시       | 올림피 루스타비     |
| 2011-12 | 제스타포니 (2)          | 메탈루르기 루스타비   | 토르페도 쿠타이시   |
| 2012–13 | 디나모 트빌리시 (14) †  | 딜라 고리             | 토르페도 쿠타이시   |
| 2013–14 | 디나모 트빌리시 (15) †  | 제스타포니            | 시오니 볼니시       |
| 2014–15 | 딜라 고리 (1)           | 디나모 바투미         | 디나모 트빌리시     |
| 2015–16 | 디나모 트빌리시 (16) †  | 삼트레디아            | 딜라 고리           |
| 2016    | 삼트레디아 (1)          | 치후라 사치헤레       | 디나모 트빌리시     |

### 에로브눌리리가
| 시즌 | 우승                  | 준우승          | 3위               |
| ---- | --------------------- | --------------- | ----------------- |
| 2017 | 토르페도 쿠타이시 (4) | 디나모 트빌리시 | 삼트레디아        |
| 2018 | 사부르탈로 (1)        | 디나모 트빌리시 | 토르페도 쿠타이시 |
| 2019 | 디나모 트빌리시 (17)  | 디나모 바투미   | 사부르탈로        |
| 2020 | 디나모 트빌리시 (18)  | 디나모 바투미   | 딜라 고리         |
| 2021 | 디나모 바투미 (1)     | 디나모 트빌리시 | 딜라 고리         |
| 2022 | 디나모 트빌리시 (19)  | 디나모 바투미   | 딜라 고리         |
| 2023 | 디나모 바투미 (2)     | 디나모 트빌리시 | 토르페도 쿠타이시 |

## 클럽별 우승 횟수
| 구단명              | 우승 | 준우승 | 3위 | 우승 연도 |
| ------------------- | ---- | ------ | --- | --- |
| 디나모 트빌리시     | 19   | 8      | 6   | 1990, 1991, 1991–92, 1992–93, 1993–94, 1994–95, 1995-96, 1996–97, 1997–98, 1998–99, 2002–03, 2004–05, 2007-08, 2012–13, 2013–14, 2015–16, 2019, 2020, 2022 |
| 토르페도 쿠타이시   | 4    | 3      | 6   | 1999–00, 2000–01, 2001–02, 2017 |
| 디나모 바투미       | 2    | 5      | 2   | 2021, 2023 |
| WIT 조지아          | 2    | 3      | 2   | 2003–04, 2008–09 |
| 제스타포니          | 2    | 1      | 2   | 2010–11, 2011–12 |
| 메탈루르기 루스타비 | 2    | 1      |     | 2006–07, 2009–10 |
| 삼트레디아          | 1    | 2      | 1   | 2016 |
| 딜라 고리           | 1    | 1      | 4   | 2014–15 |
| 시오니 볼니시       | 1    | 1      | 1   | 2005–06 |
| 이베리아            | 1    | 0      | 1   | 2018 |